# Neobidessus subvittatus
Neobidessus subvittatus är en skalbaggsart som först beskrevs av Zimmermann 1921.  Neobidessus subvittatus ingår i släktet Neobidessus och familjen dykare. Inga underarter finns listade i Catalogue of Life.